# Fry (Seine-Maritime)
Fry település Franciaországban, Seine-Maritime megyében. Lakosainak száma 140 fő (2022. január 1.). Fry Argueil, Beauvoir-en-Lyons, Hodeng-Hodenger, Mésangueville, Le Mesnil-Lieubray és La Feuillie községekkel határos.

## Népesség
A település népességének változása:
| Lakosok száma | 164  | 161  | 158  | 148  | 146  | 144  | 142  | 140  | 140  |
|               | 2013 | 2015 | 2016 | 2017 | 2018 | 2019 | 2020 | 2021 | 2022 |